# Брэдбери, Джейсон
Джейсон Брэдбери (англ. Jason Bradbury; род. 10 апреля 1969) — телеведущий, комик и детский писатель.

## Биография
Родился в 1969 году в Британии. Окончил Линкольнский колледж. На его счету в британском телевидении широкий ряд развлекательных программ о науке и технике, к которым относятся: Большой завтрак, Top Gear GTI и The Gadget Show (рус. Круче не придумаешь). Является автором трилогии Dot Robot.
Корни Брэдбери лежат в стенд-ап комедиях, где он начал свою деятельность в паре с Дэвидом Вилльямсом из Маленькой Британии, которая принесла им славу. Прежде, чем они изучили лондонские клубы комедий, Брэдбери и Вилльямс сформировали свои собственные клуб комедии с другими исполнителями Myfanwy Мур (производитель Маленькой Британии) и Саймон Пегг (Star Trek, Зомби по имени Шон).
Он является судьёй премии BAFTA Video Game Awards и Media Awards для новых инноваций.

## Телевизионная деятельность
Первым в карьере шоу у Брэдбери по телевизору было кабельное шоу под названием Tellywest, где он работал вместе с Сашей Барон Коэном. Он также провел шоу на Trouble TV (T Spot, Trouble @ Breakfast, Jason On Your Doorstop, Trouble Radio), Bravo TV (FHM Топ 100 Девушки, Самые захватывающие видео со всего мира, Наемники), Sky 1 (Hit Mix совместно с Гейл Портер), Channel 4 (Под Луной), LWT (Live at The Capital Café с Дени Бехр), а также Большой завтрак. Он владелец премьер шоу про видео игры Don’t Scare the Hare, которое дебютировало на BBC One 23 апреля 2011 года. Ведущей шоу стала Сью Перкинс. Было запланировано 9 эпизодов (в том числе сборник шоу), но было убрано 3 эпизода из-за низких рейтингов.

### Гаджет шоу
На The Gadget Show (рус. Круче не придумаешь) Брэдбери регулярно посещает университеты, лаборатории и научно-исследовательские учреждения, чтобы увидеть будущее науки и техники. Он известен своими экзотическими гаджетами, которые сам строит, включая: DIY ховерборд(летающий скейтборд), первый в мире «телефон перчатка», Head-Up дисплей для автомобиля его подруги, и устройство для чтения мыслей, сделанное из изменённых компьютерных мышей грубо, контролируемых компьютером. Кроме того, он построил свой собственный корабль на воздушной подушке, используя только колеса автомобиля и промышленных размеров вентилятора. В одном из эпизодов Сьюзи Перри пытается избавить ему «наркоманию» от яблочных продуктов(производства Apple), но терпит неудачу когда речь заходит о его Macbook. Соведущие: Сюзи Перри, Джон Бентли, Ортис Дейли, Поллиана Вудвард, Даллас Кэмпбелл (вёл передачу с 2008 по 2009 год).

## Личная жизнь
У Брэдбери есть девушка и трое детей. Он также является очень активным пользователем Twitter с более чем 130000 подписчиками. Брэдбери также имеет лицензию частного пилота и держит любительское радио в Великобритании.

## Мировые рекорды
- Джейсон 15 марта 2010 года на аэродромной полосе Уоттишам развил скорость 26,8 км/ч в болиде на водной тяге.
- Также 25 марта 2010 года был установлен новый мировой рекорд Гиннеса, прыгнув с рампы на радиоуправляемой игрушечной машине HPI Vorza Flux на 26,18 м (предыдущий результат был 15 метров). Машину вёл Бредбери.

## Книги
Джейсон подписал контракт с издателями Puffin (Penguin Books), чтобы написать серию техно-триллеров для детей от 8 до 13 лет под названием Dot Robot. Первая в трилогии, Dot Robot, рассказывает историю двенадцатилетнего математика и компьютерных игр гения, на службе в сверхсекретных робот-оборонных силах. Джейсон был также давал гастроли школ в Великобритании с публикацией серии с интерактивным роботом называется робот Dot Roadshow. Его вторая книга Atomic Swarm была опубликована 1 февраля 2010 года и последняя в трилогии, Cyber Gold, была опубликована 7 апреля 2011 года.